# Audea melanoplaga
Audea melanoplaga là một loài bướm đêm trong họ Erebidae.